# 권문체제
권문체제 (일본어: 権門体制)는 일본의 역사학자 구로다 도시오(黒田俊雄)가 제창한 일본의 중세 국가체제에 관한 학설이다. 이와나미 강좌(岩波講座) 《일본역사 중세2》(1963년)에서 「중세의 국가와 천황」(中世の国家と天皇)이라는 제목으로 처음 발표했다.
이 「권문체제론」은 일본에서 패전 전의 역사학자로 황국사관을 옹호했던 히라이즈미 세이(平泉澄)의 연구를 계승한 것이라고 보는 사학자 이마타니 아키라(今谷明)의 지적도 있다.

## 개요
기존 일본의 중세사관에서는 중세국가는 구체제인 천황을 대표하는 공가 권력과 종교 권력(사가寺家), 신흥 무가 권력이 삼파전으로 대립항쟁을 벌이고 있는 사회였다는 견해가 주류를 차지하고 있었다.
이에 대해 구로다는 문헌에 나타나는 권문세가(権門勢家)라는 말을 용어화해 권문체제론이라는 학설을 제창했다.
한국사에서 고려 말기의 지배 세력을 가리키는 용어로 사용되기도 하는 '권문세가'란 간단히 말하면 권위가 있고 세력도 위상도 가지고 있는 정치적, 경제적으로 유력한 세력이라는 의미이다. 이들 공가권문(집정執政), 종교권문(호지護持), 무가권문(수호守護)은 각각 장원을 경제적 기반으로 하고, 대립점을 품고 있으면서도 상호 보완적 관계를 지니며, 일종의 분업에 가까운 형태로 권력을 행사한 것이 중세 일본이라는 국가였다는 것이 권문체제론이다. 국가의 다양한 기능은 각 권문의 가산제(家産制)적인 지배체계에 맡겨져 이들 삼자를 통합하는 형식으로 관위 등 공적인 지위를 천황이 부여하며 삼자의 조정역이 되었다. 이러한 의미에서 천황은 권문의 지행(知行) 체계의 정점에 위치한 봉건국가의 국왕이었다는 것이다. 그리고 장원제가 사실상 붕괴한 오닌의 난을 계기로 권문체제는 붕괴되어 쇼쿠호 정권에 의한 일본 통일까지 이른바 국가 권력은 소멸했다는 것이 구로다의 주장이다.

## 전개
패전 후 일본 중세사의 통설은 개발영주를 중심으로 고대 율령 국가의 와해와 중세 봉건국가(사회)의 성립 과정을 해명하고, 농촌∙ 변경에서 성장하여 수도의 귀족을 대신하여 권력을 잡은 재지영주 즉 '무사'를 새로운 시대의 주역으로 파악하여 그 '무사'의 출현과 성장을 중시하는 재지영주제론에 입각한 학설이었다. 특히 이시모다 쇼(石母田正)가 이러한 연구 과정을 이론화하여 이후 연구에 큰 영향을 주었다.
이시모다는 그의 저서에서 헤이안 중기부터 남북조 시대까지 이가 국(伊賀國) 남부 산간 지역에 위치한 구로다 장원(黒田庄)의 역사를 배경으로 재지영주(미나모토노 도시카타)의 성장과 이를 가로막는 장원영주(도다이지)의 항쟁을 이 지역의 주요 인물과 집단의 부침을 중심으로 매우 세밀하게 묘사하였고, 이를 통해서 장원영주=고대적 세력, 재지영주=중세적 세력으로 규정하여 양자를 대비시킨 점에서 특색이 있었다.
그러나 이후 연구가 진전되면서 장원영주나 재지영주 모두 '장원'을 기반으로 하고 있어 계급적으로 양자간 이해관계가 일치한다는 점에서 이시모다처럼 장원영주 대 재지영주라는 대립적인 관계로만 파악할 수가 없게 되었다. 이러한 입장에서 구로다 도시오가 재지영주론의 무사 중심 관점을 비판하고 귀족=고대, 무사=중세(봉건)의 대립이라는 도식을 극복하고자 하였다.
구로다에 따르면, 권문은 ① ‘권세 있는 가문’, ‘권위· 세력을 지닌 문벌 가문’을 뜻하며, ② 관직이나 관제상의 지위를 의미보다는 오히려 제도 외적 측면이 강하며, ③ 하나의 문벌가가 아니라 복수의 불특정 다수를 의미한다. 구체적으로 일본 중세 시대 권문은 공가(公家) 즉 왕가(천황가) 및 왕신가(王臣家), 사가(寺家) 즉 남도북령(南都北嶺) 등 거대 지샤(大寺社) 및 공가의 씨사(氏寺) · 씨신(氏神), 무가(武家) 즉 무사의 동량(棟梁) · 수장)으로 구성된다.
이들 권문 세력은 정치 수완 및 부유한 경제력이라는 사적인 실력뿐만 아니라 각각 현귀(顯貴)한 문관(文官)의 가문, 국가 진호의 기도, 무력 통솔을 통한 국가 수호라는 국가 차원에서의 직능적 역할을 수행해야 했다. 또한 권문은 일종의 카스트 제도로서 서로 상호 보완적 관계를 유지하면서 국가 권력 기구를 담당했으며 어느 한 권문이 국가 전체를 완전히 독점하지는 못했다.
구로다에 따르면 이들 권문에는 공통점이 있었는데, ① 집행기관에 해당하는 정소(政所) · 공문소(公文所) ∙ 문전(文殿) ∙ 구로도도코로(藏人所) ∙ 사무라이도코로(侍所) 등 중핵을 이루는 집무기관과 여기에 딸린 벳토 이하의 가사제(家司制), ② 문서 발급 수속을 갖추고 있으며 만도코로 구다시부미(政所下文) ∙ 조쿠다시부미(廳下文)의 구다시부미(下文), 어교서(御敎書) ∙ 원선(院宣) 등의 봉서(奉書), ③ 가사(家司)를 비롯한 근신∙ 시코인(伺候人) ∙ 부지인(扶持人) ∙ 요리우도(寄人) ∙ 사무라이(侍) ∙ 게닌(家人) 등의 사적 주종조직 내지 사병, ④ 법령 제정과 재판권 소유, ⑤ 장원∙ 지행국 등의 소령(所領)을 문벌이 직(職)으로 조직한 지행 체계 등이다.
권문체제가 정립된 것은 11세기 후반 상황(上皇)이 실질적 권력을 행사하던 인세이(院政) 시대였다. 이 시기에 이르러 각 권문의 통치 기구인 가사제(家司制) 확립, 장원 기진의 성행, 승병의 대두 등이 일반화된다. 구로다가 볼 때 가마쿠라 막부의 성립은 무가라는 독자적 정권의 출현이 아니라 권문체제의 제2단계에 불과한 것이었으며, 슈고(守護) ∙ 지토(地頭)의 직권도 공가∙ 사가 등의 권한과 상호 보완적이며 막부만이 국가 권력을 독점한 것도 아니었다. 어떤 개별 권문은 다른 권문을 압도할 수 없었다. 때문에 권문 간에는 상호 분쟁을 해소하기 위해 통합자로서 국왕(천황)을 필요로 했다. 권문 간 상호 협조 체제는 국왕(천황)의 권한을 극도로 압축시켰지만 거꾸로 국왕은 권위에 비해 실권이 없었기에 권문의 조정자 내지 국가적 통합자로서 기능할 수 있었다.

### 고대 율령 권력과 중세 무사 사회
이시모다 쇼나 재지영주제론에서 말하는 것처럼 고대를 극복하고 등장한 것이 중세인가, 중세는 고대와는 전혀 다른 새로운 길을 걸었는가, 에 대한 논의는 이미 1930년대 마키 겐지가 일본 중세 사회의 특징인 이른바 '시키'(職)의 직무적인 성격은 고대 관료와 장관(莊官)의 직무와도 밀접하게 관련되어 있음을 해명하였다.
마키는 무사가 농촌 변경의 개발영주로서 성장한 것이 아니라 율령 국가 권력에 기생하여 성장한 것으로 보았는데, 여기서 시사점을 얻어서 고대 국가 권력과 연결된 군지층이 사영전주화 즉 개인 영지를 경영하며 그 전주가 되고 영주가 되는 과정을 통해서 무사화되었다는 것, 가마쿠라 막부의 쇼군-고케닌의 사적인 주종 관계에도 국가의 공권적인 요소가 중요하다는 점을 지적하고 헤이안 시대 이래로 경찰과 검찰 역할을 담당했던 게비이시와 무사를 결부시켜 공권 즉 고대 지방의 행정관청인 국아가 중세 무사의 성립에 중요한 역할을 하였음을 규명한 주장이 나오게 된다.

### 중세 일본에 '국가'는 존재했는가
우와요코테 마사타카(上横手雅敬)는 권문체제론이 ‘피지배 인민의 위에 전체로서 뒤덮고 있던 국가
권력 기구’를 설정하고 있다고 비판하였는데 이는 중세 국가를 통일적인 단일 국가로 설정하고 그 안에서의 권문들간의 협조를 강조하는 권문체제론의 논지에 대해 '통일적인 단일 국가'라고 부를 수 있을 만한 단일적 국가 기구가 중세 일본에 존재하였는가 라는 문제 제기이다.
이시이 스스무는 "중세 일본에 단일 국가기구가 있다는 것은 (정말) 그럴 정도로 명료한 상식적인 사실인가. 그렇다고 하는 전제 자체를 충분히 검토할 필요가 있지 않은가"라고 하면서 권문체제론과 같이 중세 일본을 '단일'적인 통일 국가로 보는 관점에 의문을 제기하였다. 여기에는 일본 중세를 단일 국가가 아닌 무국가로 보는 시각이 깔려 있다.
이미 다카야나기 미쓰토시(高柳光寿)가 ‘율령 국가 허구론’의 입장에서 일본 고대에 완전한 형태의 국가가 존재하고 있었다는 통념을 비판하고, 지방 독립 세력이 중앙 정권에 흡수되기까지 많은 시간이 필요했고 이들 세력이 완전히 중앙 정치 기구에 편입된 것은 (중세가 아니라) 근세를 기다려야 했다는 논지를 폈다. 그런 점에서 다카야나기는 “중앙집권적 유기적 조직을 지닌 국가조직”으로 발전하는 전국다이묘영국을 일본 국가 성립의 원점으로 파악했고 이러한 다카야나기의 주장은 후일 전국다이묘‘국가’론을 주장하는 가쓰마타 시즈오(勝俣鎮夫) 등에게도 이어진다. 이시이도 다카야나기 설을 지지하여 중세 일본에서의 통일국가의 존재를 부정하고 국가의 틀이 아니라 재지영주의 자립성 즉 '이에(家) 지배의 자립성'을 중시하였다. 이른바 '중세 무국가론'이다.
닛타 이치로(新田一郞)는 『중세에 국가는 있었는가』라는 도발적인 제목의 저술에서 중세 국가 기구가 다양하고 다기한 중세의 여러 사회관계를 규율할 수 있는 근본 질서· 구조를 갖추었는가에 회의적이다. 닛타는 중세 사회의 자율성을 의미하는 이른바 ‘자력 구제의 세계’가 일본 중세의 질서 구조 및 국가 권력의 실력 행사와 밀접히 관련된 것으로 본다. 또 재지 사회의 사적인 실력 행사가 어떻게 ‘공전’(公戰)의 형태로 전화하는가 하는, 즉 위로부터가 아닌 아래로부터의 재지 레벨에서 중세 국가를 검토할 필요가 있다고 주장했다.

## 의의
권문체제론의 등장으로 무가 세력의 성장과 고대 사회의 붕괴라는 재지영주제론적인 단순 발전론은 더 이상 통용되지 않게 되었다. 이시모다 쇼가 주장했던 것과 같은 "중세의 형성은 고대의 몰락"이라는 관점은 부정되고, 오히려 재지영주와 고대 국가 체제의 연관성이 주목되기 시작하였다.
중세 국가를 통일적인 단일 국가로 설정하고 권문 사이의 협조를 강조하는 권문체제론에 대한 비판은 많지만, 권문체제론이 헤이안 시대 이후 가마쿠라 시기 즉 중세 전기까지의 다양한 세력들의 이해관계를 설명하는데 매우 설득적인 요소를 갖고 있다는 점은 분명하다. 일본 중세 사회가 끊임없이 분열되어 권력은 공가, 무가, 사가로 나뉘고, 왕가는 천황과 상황(즉 치천의 군)으로, 무가는 쇼군과 싯켄, 도쿠소 등으로 분열하였다. 또 중세 사회의 물질 기반을 이루는 장원공령제 역시 중층적 토지 소유 관계, 직의 체계 등 비집권적 분권적 요소로 구성되어 있었다. 중앙의 권력 자체가 분열되어 약체화되어 있었으므로 상호 보완이 필요했고 이러한 관계를 설명하는데 권문체제론의 강점이 있다.
다만 권문의 쇠퇴기인 무로마치 시기는 권문의 통합으로 일원화가 촉진(구심력 작용)되고 자립적인 지방 분권 세력이 성장(원심력 작용)하여 구로다가 제시한 것과 같은 권문 상호간의 협력 또는 분쟁만으로는 설명하기가 곤란하게 된다.

## 역사 용어로서의 「왕가」
구로다는 중세의 일본 황실에 대해, 공가 · 무가 · 사가와 호응하는 학술 용어로서, 「왕가」를 채용하였다.
1977년의 저서 《현실 속의 역사학》, 1980년의 「역사독본」에의 기고 등에서, 중세에서 천황의 일족을 가리키는 단어로서 「왕가」 「왕씨」(王氏)가 사용되는 것, 또 「천황가」(天皇家)나 「황실」(皇室)이라는 용어는 메이지 이후의 근대 국가 권력에 의해 사용된 용어이며(다만 '황실'은 797년의 《속일본기》에서 사용된 예가 있으며, 중세 사료 곳곳에 보이는 용어라는 지적도 있다), 그것은 '만세일계'의 의미를 담은 근대 천황제에 의한 이데올로기적인 견해로서 학술적 중립성을 견지하기에는 부적절한 용어이고, 그러한 이미지를 탈구축하기 위해 「왕가」라는 용어가 적당하다고 주장하였다. 구로다는 중세 일본의 황실을 공가 · 무가 · 사가와 상호 보완의 관계를 가진 하나의 권문으로 자리매김하였으며 이러한 권문체제론의 구상에서의 학술 용어로서 「왕가」를 채용하였던 것이다.
중세의 「왕가」에 대해 구로다는 다음과 같은 개념을 제시하고 있다.
옛 「황실전범」의 「황실」과 같이 천황을 가장으로 하여 그 감독하에 있는 한 집안을 의미하는 것이 아니라, 몇 개의 자립적인 권문(인院・미야宮)을 포괄하는 하나의 가계의 총칭이었다고, 나는 생각하고 있다.
다만, 이러한 구로다가 의미하는 「왕가」와 사료에서 볼 수 있는 「왕가」와는 일치하지 않는 경우도 많고, 엔도 기로(遠藤基郎)는 이러한 「왕가」론이라는 것은, 인세이기 · 가마쿠라기를 다루는 연구 안에서나 사용될 「방언」과 같은 말이라고 해설하고 있다.
이와 같은 구로다의 '왕가' 용어 제창에 대해 오쿠노 다카히로(奥野高廣)로부터 비판이 제기되었고, 두 학자는 1981년부터 1982년에 걸쳐 논쟁을 벌였다. 오쿠노는 「황가」(皇家)나 「조가」(朝家)라는 말이 중세 일본에서 「황실」을 뜻하는 말로 사용되고 있었음을 제시하며 구로다에게 반박하였고, 그에 대해 구로다는 「황가」와 「왕가」는 어의적으로 거의 같지만, 「황」이라는 글자를 고집하는 것은, 천황에게 여러 외국의 일반적인 「국왕」 이상의 특별한 의미를 갖게 하고 싶다는 의도에서 나온 것으로 「왕가」가 적당하다고 주장했다. 또한 중세의 사료 『호겐 이야기』(保元物語), 『헤이지 이야기』(平治物語), 『무쓰와키』(陸奥話記), 『쇼몬키』(将門記), 『헤이케 이야기』(平家物語), 『겐페이 성쇠기』(源平盛衰記)에 「왕가」의 기재는 없고 「황실」 「황거」(皇居) 「황화」(皇化) 「조가」(朝家) 「군조」(君朝) 「천황」 등의 표기는 볼 수 있다. 《신황정통기》(神皇正統記)에서는 「왕가지권」(王家之権)이라는 숙어로서 「왕가」라는 표기가 2건 보이지만, 「천황」은 100건 이상, 그 밖에도 「황가」 「황궁」 「황조」 「황통」 등 다수의 「황」의 기재도 볼 수 있다는 지적도 나온다.
이러한 경위를 거쳐, 1993년부터 도모세 아키미(伴瀬明美)가 「왕가」라고 표기한 몇개의 논문을 발표한 후, 일본 학계에서도 「왕가」표기를 사용하는 연구가 증가했다고 한다.
그러나 도모세 아키미는 이후 천황을 배출하는 집안의 일인데 이 집의 정체성으로서 「천황가」의 호칭이 역시 적절하다고 입장을 바꾸어 「천황가」라고 표기한 논문을 집필하게 되었고, 오카노 도모히코(岡野友彦)는 「왕가」라는 표현이 시라카와하쿠오가(白川王氏) 등과의 혼란을 초래할 우려도 있기 때문에 피해야 할 용어라고 보았고, 또 구로다의 「왕가」의 의미로 하자면 사료 표기상으로 봐도 「원궁가」(院宮家)가 적절하다고 지적하고 있으며, 여기에 엔도 기로도 동의를 나타내고 있다. 所功은 왕가는 시라카와하쿠오가의 별칭으로서 이용하는 것이며 좌익적인 학자 중에 황실에 대해서 사용하는 것이 있다고 지적했고 일본의 국어사전인 대사천에서도 시라카와하쿠오가를 나타내는 말로서 소개되고 있다. 학술적으로는 「가마쿠라도노의 왕권」과 같이 「왕」의 대상은 다양하고, 그러므로 「도쿠가와가」 「천황가」와 고유명사가 사용되는 것이며, 이로부터 아미노 요시히코는 「 「왕가령장원」(王家領荘園)이라고는 표기하지 않고 「천황가령」(天皇家領)이라고 표기하는 것을 고수하고 있다.
한편, 지금까지의 「왕가」의 정의 자체에도 문제가 있다고 하는 입장에서, 재정의나 정의의 엄밀화를 요구하는 의견도 있다. 쿠리야마 케이코 는 어디까지나 '왕가'의 주인은 천황이 아닌 인(태상천황)과 국모 부부이며, '왕가'를 일본 황실 전체가 아닌 인의 지위의 적계 계승을 지향하는 특정 집안(인과 국모 그리고 그 자녀)에 한정해야 한다고 하였다. 사에키 도모히로도 "고산조 천황의 부계 아들딸(양자녀 포함) 및 남자의 배우자 여성으로 구성된 친족 집단"으로 정의하고, 학술적으로는 "고산조 천황에 의한 친정을 상한으로, 煕仁親王(후시미 천황)의 태자 책립에 의한 「다이카쿠지 왕통」「지묘인 왕통」의 성립을 하한"으로 하는 기간(1068년~1275년)에 한정하여 사용해야 한다고 하였다. 또, 사에키는 다른 논문에서 당시의 기록에는 원 · 여원 · 천황 등 각 성원에 관한 기술은 빈번하게 나오지만, 고산조 천황 이후에 새롭게 나타나는 천황의 부계 친족 집단(그 집단에는 시라카와 하쿠오가나 출가 · 신적강하한 자는 포함되지 않는다) 전체를 가리키는 호칭은 적고, 그 가운데 주된 것이 「왕가」였다고 하였다.
그 밖에도 「천황가 왕권」이라고 표기하는 학자 등도 있어, 이러한 상황에서 「연구자가 자각적으로 용어 선택의 태도를 나타내야 한다」라고도 말해져, 당시의 일본 황실의 호칭에 대한 학술적인 정설은 아직 존재하지 않고 있다.

## 비판
이처럼 중세 일본을 천황(왕가)을 필두로 하는 단일 국가로 보는 권문체제론에 대해 사토 신이치를 필두로 하는 도고쿠 국가론으로부터 유력한 비판이 있다. 이 설은 가마쿠라 막부를 도고쿠에서 조정과 독립한 독자적인 특질을 가진 별개의 중세 국가로 간주하고, 서일본을 중심으로 하는 왕조 국가와 가마쿠라 막부와는 상호 규정적 관계를 가지고 각각의 길을 열었다고 보는 것이다. 두 국가는 특히 호조 도키요리가 황족 쇼군을 맞이한 이후에는 서일본에서의 상호 불간섭 · 자립을 목표로 했다는 것이다. 하지만 양국간의 상호 불간섭이 있을 수 있었다고는 생각하기 어렵고, 이 점을 고려해 제창된 것이, 고미 후미히코에 의한 「두 개의 왕권론」이며, 도고쿠 국가를 도고쿠의 왕권으로, 조정을 사이고쿠의 왕권으로 비정하고 쇼군을 동쪽의 왕, 천황을 서쪽의 왕으로 인식한 다음 두 왕권의 존재를 실증적으로 밝히려고 시도했다.
한편 권문체제론 내부에서도 국왕의 지위에 있던 것은 천황이 아니라 치천의 군이라는 설 가마쿠라 시대 전기까지로 하는 설 등이 나와 있다. 중세를 통틀어 국가 모델로서의 권문체제론과 두 개의 왕권론이 일본 학계에서는 유력시되고 있으며, 우열이 결코 걱정되지 않고, 권문체제론이 반드시 정설이 되고 있다고는 말하기 어려운 현상이다.
또한 이러한 현상에 대해서도 사사키 무네오(佐々木宗雄)는 인세이기의 일본의 국제를 검증하는 과정에서 구로다가 권문체제론을「가설」로 제창하였는데 그 「가설」을 검증한 것이 아닌데도 그 「가설」이 홀로 걷고 있다고 지적하고, 특히 인이 권문임을 증명한 선행 연구는 없었다며 토지 ・ 주인(住人)을 지배하는 것을 국가로부터 인정받은 존재만이(장원에 있어서 본가本家) 권문이지 그것을 승인하는 입장인 인이 권문이 될 수는 없고 치천의 군은 여러 권문의 상위에 위치한 존재였다(인은 권문이 될 수 없으므로 왕가령은 어원사령御願寺領이나 여원령女院領 형태로 보유)고 설명하고, 사토 신이치에 대해서도 가마쿠라 시대는 무가 정권의 시대였다는 가설을 토대로 논을 전개하고 있어 두 설 모두  그 가설에 대한 검증이 제대로 이루어지지 않았다고 하였다.